# 莫里斯·戈登伯格
莫里斯·戈登伯格（英語：Morris Goldenberg，1911年7月28日—1969年8月7日），出生于美國馬薩諸塞州霍利奧克，是敲擊樂演奏家、作曲家。在1938年，他成為了WOR的敲擊樂手，他也曾經是全國廣播公司的工作人員，負責錄音、電影配樂及指揮樂團的工作。
戈登伯格於1941年至1969年期間在美國茱莉亞音樂學院的擔任導師。他所著作的《現代軍鼓學校》，《現代木琴、電顫琴及馬林巴琴學校》和部分定音鼓書籍。

## 著作
- 《現代軍鼓學校》
- 《現代木琴、電顫琴及馬林巴琴學校》
- 《定音鼓的經典序曲》
- 《古典時期交響曲中的定音鼓》
- 《浪漫時期交響曲中的定音鼓》
- 《十二首小鼓獨奏》